# Talence
Talence település Franciaországban, Gironde megyében. Lakosainak száma 45 869 fő (2022. január 1.). Talence Bordeaux, Gradignan, Pessac, Bègles és Villenave-d’Ornon községekkel határos.

## Talence története
Talence, amely régóta erdős terület, a 17. századig csak néhány elszigetelt falucskát számlált, mielőtt a gazdag bordeaux-i kereskedők pazar házakat kezdtek építeni a Bordeaux-t Toulouse-szal, Bayonne-nal vagy La-Teste-de-France-szal összekötő kereskedelmi útvonalakon. Buch. Számos sárgászöld és polgári villa épült a 18. és 19. században, amelyeket ma is látható parkok és kertek vesznek körül. A 19. század elején mindig is vidéki Talence területe az ipari forradalommal kezdi átalakulását. Az ipari tevékenységek fejlődésével párhuzamosan az erdőterületeket fokozatosan szőlőültetvények váltják fel. Az 1970-es évektől a szektor lakóövezetté válik.

## Népesség
A település népessége az elmúlt években az alábbi módon változott:
| Lakosok száma | 29 161 | 34 692 | 34 485 | 40 920 | 41 517 | 42 171 | 42 606 | 43 820 | 44 359 | 45 869 |
|               | 1968   | 1982   | 1990   | 2006   | 2013   | 2015   | 2017   | 2019   | 2020   | 2022   |